# NGC 5070
NGC 5070 (ook: NGC 5072) is een elliptisch sterrenstelsel in het sterrenbeeld Maagd. Het hemelobject werd op 26 april 1867 ontdekt door de Duits-Deense astronoom Heinrich Louis d'Arrest.

## Synoniemen
- MCG -2-34-22
- PGC 46432